# Experte
Ein Experte (auch Fach- oder Sachkundiger oder Spezialist) ist eine Person, die über überdurchschnittlich umfangreiches Wissen auf einem Fachgebiet oder mehreren bestimmten Sacherschließungen oder über spezielle Fähigkeiten verfügt. Neben dem theoretischen Wissen kann dessen kompetente Anwendung, also praktisches Handlungswissen, für einen Experten kennzeichnend sein. Experten sind auf der Grundlage fachlichen Wissens und Könnens imstande, „Aufgaben und Probleme zielorientiert, sachgerecht, methodengeleitet und selbständig zu lösen und das Ergebnis zu beurteilen“. Schlüsselbegriffe der Fachkompetenz sind danach Zielorientierung, Sachgerechtheit (Gegenstandsbezogenheit), Methodenkompetenz, Selbständigkeit und die Fähigkeit zu situationsgerechter Anwendung und Ergebnisbeurteilung.

## Etymologie
Das Lehnwort „Experte“ ist abgeleitet aus „erfahren, sachkundig“ (französisch expert), das wiederum aus der gleichen lateinischen Bedeutung (lateinisch expertus) stammt. Erste Belege aus 1830 sind in Deutschland juristischer Art, als Wolfgang Heinrich Puchta kommentierte: „…mit diesem Beweismittel … ist fast gewöhnlich die Zuziehung Sachverständiger (Experten…) verbunden“. Im Jahre 1853 zitierte man den Expertenbericht eines Ingenieurs, 1863 folgte der „wirtschaftliche Experte“.

## Fachkunde und Sachkunde
Die Fach-  bzw. Sachkunde umfasst:
- das Fachwissen im eigentlichen Sinne:
  - Kenntnis der fachspezifischen Ausdrücke und Fachtermini (Fachsprache).
  - Kenntnis der fachspezifischen Methoden und Verfahren, Arbeitsmittel und Materialien und deren sachgemäße Verwendung.
  - Kenntnis der in einem Fach behandelten Themen und Sachverhalte (Sachkunde, Überblick über das ganze Fachgebiet).
  - Kenntnis der das Sachgebiet betreffenden Standards und des Rechtsrahmens.
- Kenntnis der vom Umgang mit der Sache ausgehenden Gefahren und Risiken sowie der daraus resultierenden Vorsichts-, Schutzmaßnahmen und Vorkehrungen und das Bewusstsein der Verantwortung und Haftung.

Expertenwissen eignet sich jemand in der Regel durch eine Ausbildung oder ein Studium an, es kann jedoch auch durch Forschung oder autodidaktisch erworben werden. Eine Bescheinigung, dass eine Person über bestimmtes Fachwissen verfügt, erfolgt in der Regel durch Übergabe einer Urkunde, das durch eine staatliche bzw. staatlich anerkannte oder allgemein anerkannte Prüfung bestätigt wird. Da das Fachwissen auch öffentlich in Büchern, Internet und sonstige Quellen zu bekommen ist, kann sich dies eine Person im Eigenstudium aneignen, wird aber nicht zugleich als Fachmann oder Fachfrau anerkannt (siehe auch Befähigungsnachweis).
Fachkompetenz heißt, in der Lage zu sein, die einschlägigen Fachkenntnisse und Fertigkeiten in sachbezogenen Fällen anzuwenden.

## Forschung
Die Expertiseforschung untersucht die Art und den Erwerb problemrelevanten, bereichsspezifischen Wissens. Hierzu wird meistens das Problemlöseverhalten von Experten und Novizen verglichen. Novizen sind im Gegensatz zu Experten Personen, denen die entsprechende Übung im betreffenden Inhaltsbereich fehlt. Untersuchte Wissensgebiete sind unter anderem Programmierung, Physik, Musik, Sport und Medizin.

### Abgrenzung von Experten zu Laien
Aus Sicht der Erziehungswissenschaften ist der Unterschied zwischen „Experte“ und „Laie“ im Kern darin zu sehen, dass bei der Kommunikation zwischen beiden die zugemutete Handlungskompetenz nicht identisch ist mit der routinierten Wissenskomponente. Der Laie als „Nichtfachmann“ ist als Gegensatz zum Experten konzipiert. Hauptkriterium für die Unterscheidung zwischen Laien und Experten ist die systematische Divergenz des Wissens beider.

### Entwicklungsstufen vom Laien zum Experten
Die Kognitionspsychologen Robert M. Schumacher und Mary P. Czerwinski unterschieden 1992 drei Entwicklungsstufen auf dem Weg vom Laien zum Experten:
1. „Vortheoretische Stufe“: Beim ersten Kontakt mit einem neuen Stoffgebiet versucht man, anhand eigener oberflächlicher Arbeitsmethodik und der vordergründigen Eigenschaften des Themas im Gedächtnis Vergleichbares zu finden, um die neuen Informationen sinnvoll einordnen zu können.
2. „Empirische Stufe“: Bei der Auseinandersetzung mit dem neuen Stoff wird versucht, durch Analogiebildung, Induktion, Abstraktion usw. ein erstes Verständnis für (tiefere) strukturelle Eigenschaften und Kausalzusammenhänge zu gewinnen.
3. „Expertenstufe“: Abstraktionen über mehrere Fachgebiete hinweg werden erschlossen und erlauben dadurch den Lerntransfer des neuen Wissens.

Der pädagogische Psychologe Robert Glaser unterschied 1996 ebenfalls drei Stadien:
1. Unterstützung von außen (englisch external support): Eltern, Lehrer, Trainer usw. stellen Lernumgebung, didaktische Methoden und Inhalte.
2. Übergangsphase (englisch transitional stage): Äußere Hilfe wird immer seltener benötigt; die Kriterien für Expertentum werden entdeckt.
3. Selbstständig organisiertes Lernen (englisch self-regulatory stage): Der angehende Experte ist auf keine äußere Hilfe mehr angewiesen.

Viele Berichte über die Entwicklung von Expertise betonen, dass es durch lange Phasen bewusster Praxis zustande kommt. Psychologischer Forschung zufolge sind bis zum Erreichen eines Expertenstatus' 10 Jahre bewusster Praxis und gezielten Übens üblich. Das gezielte Üben ist charakterisiert durch „strukturierte Aktivitäten, die häufig von Lehrern oder Trainern gestaltet werden, mit dem ausdrücklichen Ziel, das derzeitige Leistungsniveau einer Person zu erhöhen. (…) Es erfordert das Setzen spezifischer Ziele zur Verbesserung und die Überwachung verschiedener Leistungsaspekte. Zum gezielten Üben gehört außerdem der Versuch, die bisherige Grenze zu überschreiten, was volle Konzentration und Anstrengung erfordert.“ (S. 695)

### Leistungsforschung
In der Kognitionswissenschaft und Psychologie bezeichnet Expertenwissen oder Expertise eine außergewöhnliche Problemlösefähigkeit oder Leistung (englisch Performance) in einem bestimmten Bereich, die auf umfassende Erfahrung zurückgeht. Dieses Wissen muss nicht systematisch erworben worden sein; entscheidend ist vielmehr, dass eine Person in einem Sachgebiet überdurchschnittlich fähig ist, bereichs- und aufgabenspezifische Probleme zu lösen. Expertise ist damit eine Konsequenz der Fähigkeit des Menschen zu umfassender Anpassung an physische und soziale Umgebungen.
Die Anzahl der Stunden in bewusster Praxis und Anwendung zum Erwerb von Expertise erklärt je nach untersuchtem Tätigkeitsfeld ca. 30 % der Leistungsunterschiede zwischen Personen. Eine Meta-Analyse speziell für den Bereich Musik fand allerdings eine Korrelation von r = 0,61, was etwa 36 % der Leistungsunterschiede zwischen Personen erklärt bzw. entsprechen würde.
Schlüsseleigenschaften von Experten sind:
1. Sie erkennen große Bedeutungszusammenhänge.
2. Sie arbeiten schneller und machen weniger Fehler.
3. Sie haben ein besseres Kurzzeit- und Langzeitgedächtnis.
4. Sie achten mehr auf Strukturen als auf oberflächliche Eigenschaften.
5. Sie verwenden viel Zeit auf qualitative Analysen.
6. Sie können ihre eigenen Fähigkeiten und Leistungen richtig beurteilen.
7. All das gilt nur in ihrem jeweiligen Fachgebiet.

Großen Einfluss hat die Expertiseforschung auf die Entwicklung sogenannter Expertensysteme in der Informatik (Künstliche Intelligenz).
Intermediate Effect
Lesgold fand 1984 bei einer Untersuchung an Röntgenärzten mit unterschiedlichem Ausbildungsstand eine Zwischenwirkung (englisch intermediate effect): Anfänger beurteilten die Röntgenbilder häufiger korrekter als Ärzte mit etwas Erfahrung. Fortgeschrittene haben mehr Detailwissen als Anfänger, dieses Wissen ist aber noch nicht ausreichend organisiert. Sie beginnen, die Regeln zu erkennen, aber nicht deren Ausnahmen. Eltern von Teenagern ist der intermediate effect ebenfalls wohlbekannt. Auch beim Spracherwerb von Kindern gibt es eine Phase der „Überregulierung“: zunächst ahmen sie nur nach und liegen damit häufig richtig, dann entdecken sie syntaktische Regeln und können diese nun falsch anwenden.

## Rechtsfragen
Die Bezeichnung „Experte“ ist rechtlich nicht geschützt. Der verwandte Begriff Sachverständiger ist dagegen ein Rechtsbegriff, mit dem „öffentlich bestellten und vereidigten Sachverständigen“ gibt es eine gesetzlich geschützte Bezeichnung; eine vergleichbare öffentliche Anerkennung eines „Experten“ besteht nicht. Daher kann eine objektive Qualität der so bezeichneten oder selbst ernannten Experten aus der Bezeichnung nicht abgeleitet werden.
Sachkunde ist ein Rechtsbegriff, den die Gewerbeordnung (GewO) für die Qualifikation bestimmter Berufe mit dem Nachweis der Sachkundeprüfung erwähnt (etwa beim Versicherungsvermittler: § 34d GewO oder beim Finanzlagenvermittler § 34f GewO). Im deutschen Recht wird unter Sachkunde der durch eine Kenntnisprüfung erbrachte Nachweis zu einem bestimmten Fachgebiet verstanden. Im Gegensatz dazu steht die Fachkunde, bei welcher nur das Wissen vorhanden sein muss. Dieses muss nicht durch eine Prüfung nachgewiesen werden.
Der Fachmann hat im Patentrecht eine besondere Bedeutung, wenn es um das Verständnis einer technikbezogenen Erklärung, Darstellung, Zeichnung oder Kodierung geht. Eine Erfindung gilt gemäß § 4 PatG als auf einer erfinderischen Tätigkeit beruhend, wenn sie sich für den Fachmann nicht in naheliegender Weise aus dem Stand der Technik ergibt. Beispielsweise bedeutet die chemische Formel H2O für den Fachmann „Wasser“, was nicht jedem technischen Laien bekannt ist. Der Gehalt dieser Formel erschließt sich jedoch dem Fachmann oder dem Durchschnittsfachmann. Der Durchschnittsfachmann (englisch Person having ordinary skill in the art) definiert die Schwelle zur erfinderischen Tätigkeit und die erforderliche Offenbarung zur Nacharbeitbarkeit.

## Sozialer Kontext
In der Politik werden häufig die Mitglieder der Fachausschüsse in der Tagespresse als Experten bezeichnet, ohne dass ihnen irgendeine zugehörige fachliche Ausbildung eigen wäre. Die Benennung von Experten ist Bestandteil der sozialen Mobilisierung in der Politik, insbesondere der Emanzipation des einzelnen Politikers gegenüber den Interessengruppen, die seiner Partei nahestehen, und gegenüber den politischen Gegnern, die gegensätzliche Positionen vertreten.
In öffentlichen Medien sind Bezeichnungen wie ARD-Dopingexperte oder ZDF-Wetterexperte ohne besondere Legitimation üblich.
Häufig werden Forscher oder Wissenschaftler als Experten herangezogen.

## Sonstiges
Ein gesellschaftliches System, in dem Experten die Entscheidungsbefugnis haben, nennt man scherzhaft auch „Expertokratie“.